# Trindade et Martin Vaz
Pour les articles homonymes, voir Trinidad, Martin et Vaz.
Trindade et Martin Vaz forment un petit archipel brésilien, situé dans l'océan Atlantique Sud, à l'est du continent sud-américain et à environ 1 170 km de Vitória, dans l'État brésilien de Espírito Santo auquel il est rattaché. L'île Martin Vaz est souvent écrite sous sa variante Martim Vaz.
Il est constitué par l'île principale de Trindade (10,1 km2) et par le groupe Martin Vaz (0,3 km2), 47 km plus à l'est, composé de Martin Vaz (ou île de Racha) et plusieurs autres petits îlots proches. L'archipel n'est pas habité à l'exception d'une garnison d'une trentaine d'hommes de la marine brésilienne qui stationne sur l'île de Trindade.

## Histoire
L'archipel est découvert en 1501 par le navigateur galicien João da Nova puis en 1502 par des navigateurs portugais dirigés par Estêvão da Gama, cousin de Vasco de Gama, ce qui permet au Portugal de les revendiquer.
En 1700, l'astronome anglais Edmond Halley prend possession des îles au nom de la Couronne britannique.
La Boussole et L'Astrolabe, les navires de l'expédition de La Pérouse, y font une halte le 18 octobre 1785.

### Principauté de Trinidad
À partir de 1890, le Royaume-Uni occupa Trindade, directement ou en y tolérant une micronation : la principauté de Trinidad, établie par l'Américain  James Harden-Hickey. Mais les Britanniques abandonnèrent les îles en 1896 après un accord avec le Brésil devenu indépendant, grâce à la médiation du Portugal. Cette île fut fouillée par Harden-Hickey à la recherche d'un supposé trésor, appelé Plata Yvyvy.

## Géographie
Les îles sont d'origine volcanique et constituent l'extrémité orientale et la seule partie émergée d'une chaîne de volcans sous-marins s'étendant sur un axe est-ouest sur environ 1 100 km depuis le plateau continental sud-américain, environ à mi-chemin entre le continent sud-américain et la dorsale médio-atlantique. Elles présentent un terrain rocailleux et sont arides, sauf le sud de Trindade.

### Îles de l'archipel

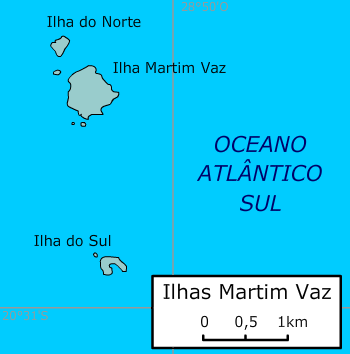
Carte du groupe Martin Vaz.

- Île de Trindade (20° 30′ 34″ S, 29° 19′ 32″ O), la plus grande des îles et la plus occidentale.
- Îles Martin Vaz (20° 29′ 07″ S, 28° 51′ 01″ O).
  - Île du Nord, 300 mètres au NNW de l'île de Racha, 75 mètres d'altitude (20° 28′ 08″ S, 28° 51′ 20″ O).
  - Île de Racha (Île Martim Vaz), 175 mètres d'altitude à son extrémité nord-ouest. Les rives sont parsemées de rochers (20° 28′ 30″ S, 28° 51′ 05″ O).
  - Ilot de Angulha, un rocher plat et circulaire, 200 mètres au nord-ouest de l'île de Racha, 60 mètres d'altitude.
  - Île du Sud, 1 600 mètres au sud de l'île de Racha, un pic rocheux et le point le plus oriental du Brésil (20° 29′ 48″ S, 28° 50′ 59″ O)

### Trindade

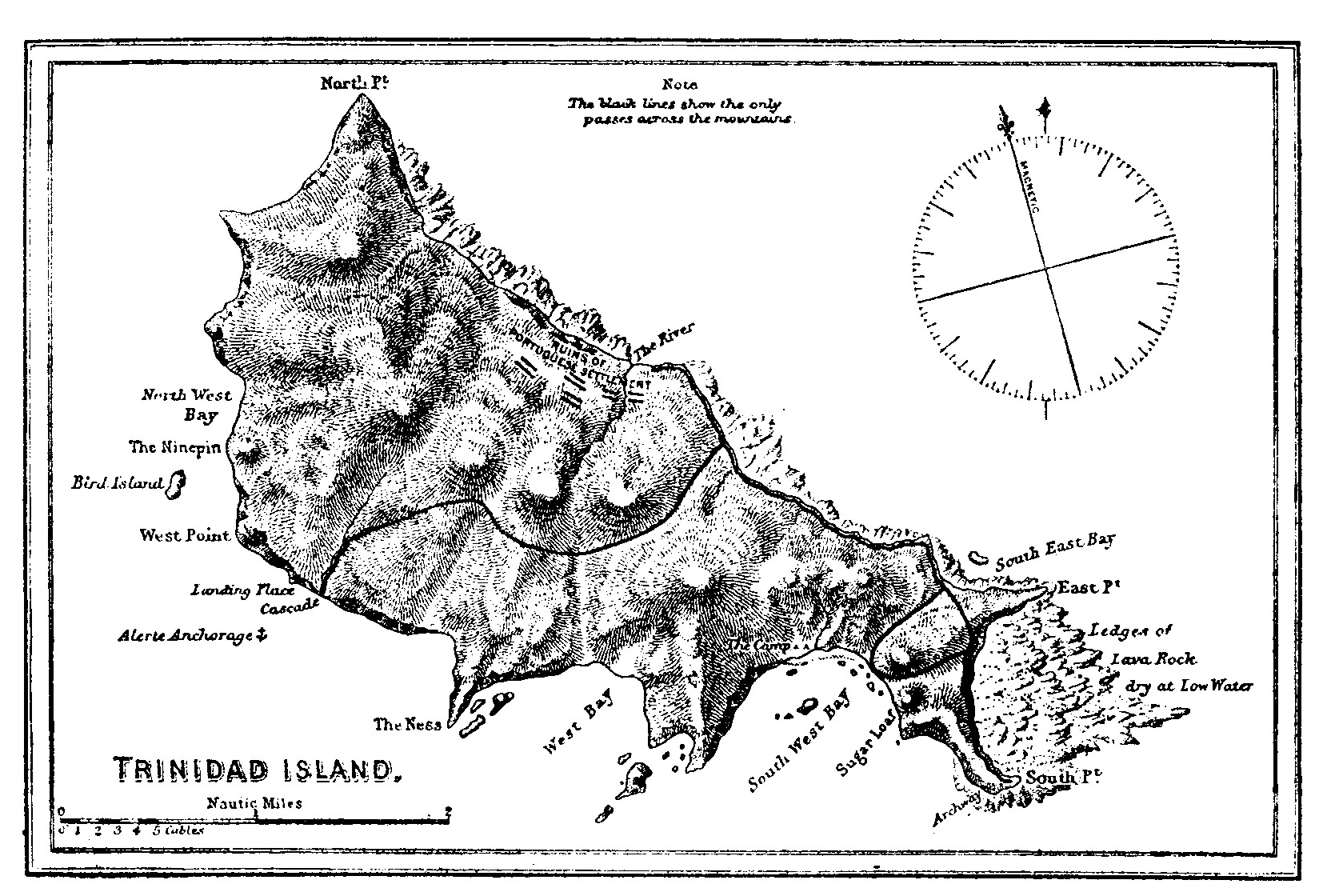
Carte ancienne de Trindade tirée du livre Cruise of the Alerte.

Trindade est une île montagneuse, volcanique et très découpée avec de nombreux dômes de lave phonolitiques et de culots aux bords abrupts. 
Le plus haut sommet de l'île est le Pico Desejado, près du centre de l'île, 620 mètres de haut. À proximité au nord-ouest se trouve le Pico da Trindade (590 m) et le Pico Bonifácio (570 m). Le Pico Monumento, un pic remarquable avec une forme de cylindre étroit et incliné, s'élève à 270 mètres au-dessus de la côte occidentale. 
Le volcanisme jeune a construit, au volcan de Paredao (217 m) sur le côté sud-est de l'île, un cône pyroclastique avec des coulées de lave datant de l'Holocène (Almeida, 1961). Des vestiges du cratère de cendre de 200 m de haut sont encore conservés. Les coulées de lave se sont produites depuis le cône vers le nord, où elles ont formé un littoral irrégulier et des îles. Les petits centres volcaniques dus au dernier épisode volcanique se trouvent sur le Morro Vermelho (515 m), dans la partie sud-centrale de l'île.
Il existe un petit établissement au nord de l'Enseada dos Portugueses (« Entrée des Portugais »), abritant une petite garnison de la marine brésilienne.

## Environnement
Lorsque Edmond Halley séjourna sur l'île en 1700, il y introduisit des chèvres, des porcs et des brebis. Ces espèces invasives provoquèrent une chute de la biodiversité, notamment de biodiversité végétale, sur l'île. Ce n'est qu'en 1994 que l'État brésilien décida de les éliminer, ce qui fut achevé en 2005. Depuis, la couverture végétale reprend progressivement la place qu'elle occupait autrefois,.
L'archipel est le principal site de nidification de la tortue verte (Chelonia mydas) au Brésil. Il existe également un grand nombre d'oiseaux de mer reproducteurs, y compris les sous-espèces endémiques de la frégate du Pacifique (Fregata minor nicolli) et de la frégate ariel (Fregata ariel trinitatis). C'est l'unique site de reproduction en l'Atlantique pour le pétrel de Trindade (Pterodroma arminjoniana). Il a également été confirmé que les baleines à bosse utilisent l'île de Trindade comme nurserie.